# Система звукозаписи Philips — Миллера
Система звукозаписи Philips — Миллера — технология механической записи звука в тонком слое непрозрачной эмульсии, покрывающей прозрачную ленту. Разработана в первой половине 1930-х годов и введена в эксплуатацию на Би-би-си в 1936 году. Фонограммы Philips — Миллера — оптические звуковые дорожки переменной щирины — воспроизводились оптически, поэтому многократное воспроизведение практически не ухудшало состояние записей. Усовершенствованные варианты системы допускали стереофоническую запись. Они выигрывали у современных им способов звукозаписи в качестве звучания и в долговечности записей, но не могли оперативно тиражироваться. Применение системы Philips — Миллера ограничилось небольшим числом крупных радиовещательных компаний; после непродолжительной эксплуатации она была вытеснена новыми, усовершествованными форматами механической и магнитной записи.

## Разработка, внедрение и эксплуатация
В предшествующих техологиях, ставшими основой зукового кино, оптическая звуковая дорожка записывалась световым лучом в фоточувствительном слое киноплёнки, и становилась видимой лишь после лабораторной обработки плёнки. Длительный интервал между записью и воспроизведением не устраивал радиовещательные компании, что мотивировало разработку новых способов механической, а не оптической, записи. Большинство разработчиков занялось механической звукозаписью с поперечным перемещением резца (как в граммофонной записи), а первый потенциально работоспособный вариант, запатентованный в 1931 году в США Джеймсом Миллером, использовал вертикальное перемещение резца. Патент Миллера привлёк внимание инженеров лаборатории Philips. Глава Лаборатории Жиль Холст с 1929 года пытался выйти на рынок звуковых технологий, которые в то время контролировались узким кругом американских корпораций. Патент Миллера, как казалось Холсту, мог стать коммерчески успешной альтернативой американским патентам. В 1932 году Philips заключило соглашение с компанией Миллера.
В ноябре 1934 года Philips передала на испытания в Би-би-си первые образцы звукозаписывающих установок, рассчитанные на ленту шириной 17 мм, в июне 1936 года началась опытная коммерческая эксплуатация установки с лентой шириной 7 мм. Стоимость записи на установке 1936 года составляла 7 фунтов за один час, что было чрезмерно дорого и фактически исключало использование системы Philips — Миллера для архивирование коротковолновых программ. В 1938 году в строй вошли сдвоенные двухскоростные установки, стоимость записи на меньшей из двух скоростей опустилась до 2,5 фунтов за час. Самыми известными записями, транслировавшимися Би-Би-Си с лент Philips — Миллера, стало исполнение «Страстей по Матфею» под руководством Виллема Менгельберга (1939 год) и радиоспектакль Луиса Макниса и Уильяма Уолтона «Христофор Колумб» с Лоренсом Оливье в заглавной роли (1942 год). Помимо Би-би-си, уже к 1938 году система Philips — Миллера регулярно использовалась Норвежским радио, Радио Люксембург и нью-йоркской радиостанцией WXQR. После Второй мировой войны ей на смену пришла Магнитная звукозапись на ленту.

## Технические особенности

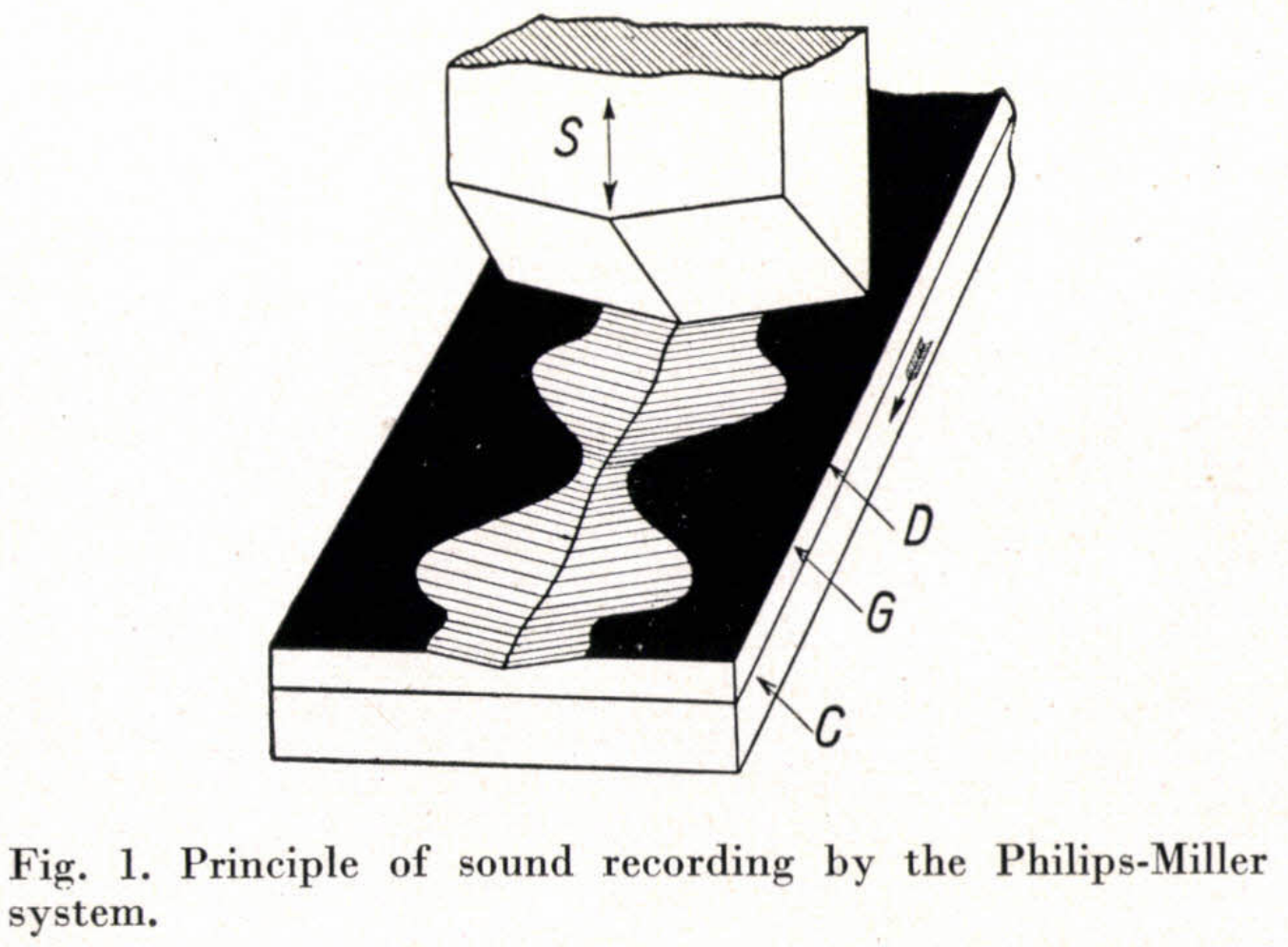
Конфигурация резца (S) в ранних, однодорожечных вариантах

Лента образца 1936 года была трёхслойной. Целлулоидная основа толщиной 0,18 мм и шириной 7 мм покрывалась промежуточным слоем прозрачного желатина, а затем тонким, непрозрачным слоем сульфида ртути. Угол развала между двумя режущими кромками резца составлял 174°, таким образом относительно малые вертикальные перемещения резца удаляли с поверхности ленты относительно широкие участки непрозрачной эмульсии. Частотный диапазон записи при скорости протяжки ленты 32 см/с составлял 50-7000 Гц при неравномерности АЧХ +/-2.5 дБ. Заявленный коэффициент нелинейных искажений — 3,5 % при тридцатипроцентной модуляции, отношение сигнал/шум не хуже 50 дБ при полной модуляции, длительность записи и воспроизведения одной катушки — 15 минут. Для непрерывной работы в студии рекордеры устанавливались парами в сдвоенные установки.
Лентопротяжные механизмы рекордеров строились как по трёхмоторной, так и по одномоторной схеме. Важнейшим узлом механизма был ведущий барабан, не только выполнявший протяжку ленты и стабилизировавший её скорость, подобно тонвалу и маховику магнитофона, но и служивший опорой для резца. Допуск рабочей поверхности барабана должен был быть не хуже 0.6 мкм (1/40000 дюйма); малейшая пылинка, попав на рабочую поверхность, порождала неприемлемо высокие помехи и искажения.

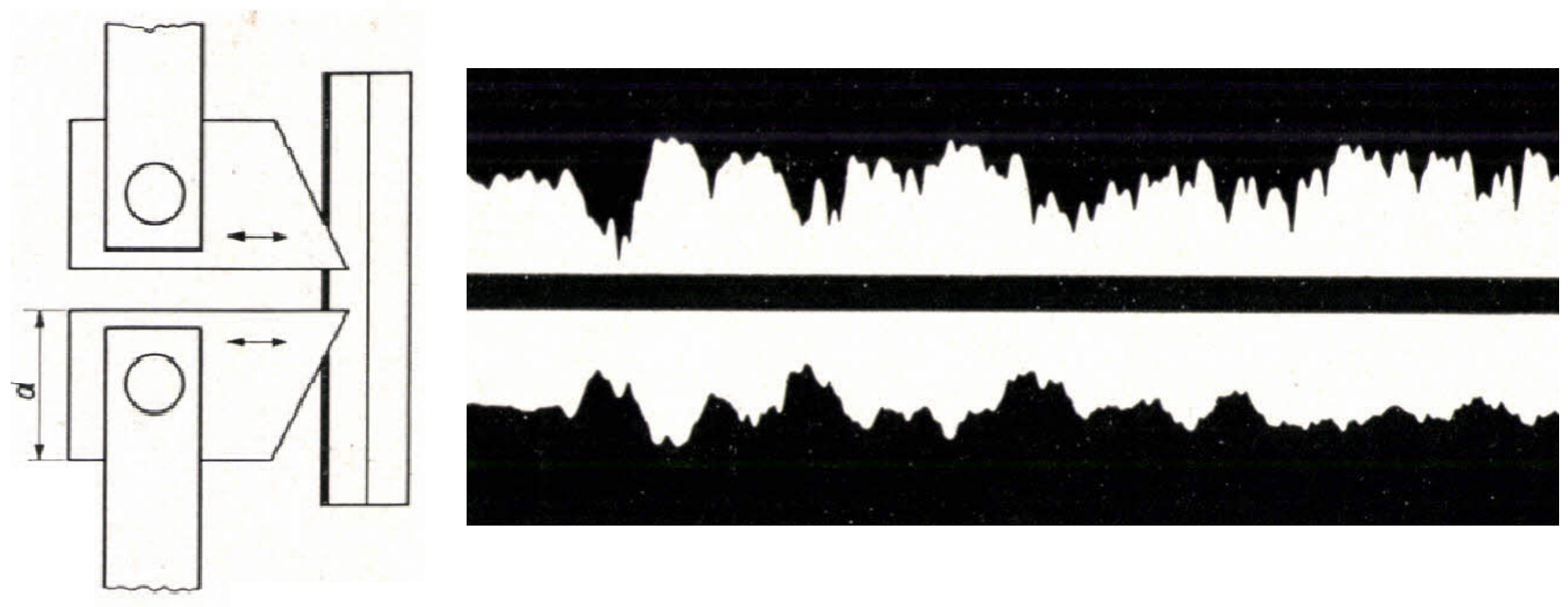
Стереофонический рекордер Philips — Миллера, 1941 год. Конфигурация резцов и вид звуковой дорожки

Первые опытные стереофонические записи выполнялись на сдвоенных монофонических установках. Лента протягивалась с подающей катушки левого рекордера на приёмную катушку правого, и последовательно проходила через два резца и две считывающие оптические головки. Расстояние между синхронно записанными сигналами двух каналов составляло около 1 м, что на практике делало стереоустановку неработоспособной. Конструктивно неизбежная, непостоянная во времени деформация ленты полностью разрушала стереоэффект. Исключалась и обратная совместимость с обычным, монофоническим оборудованием. Для решения этих проблем в 1941 году был построен опытный стереофонический рекордер, записывавший совмещённую стереофоническую дорожку двумя резцами.